# Crocidosema callida
Crocidosema callida es una especie de mariposa del género Crocidosema, familia Tortricidae.
Fue descrita científicamente por Meyrick en 1917.